# Économie de la Guyane
La situation économique de la Guyane est marquée par un taux de chômage de 20,6 % et un taux de couverture des importations par les exportations de 13,4 % en 2007. Les transferts sociaux ont un poids important dans l'économie.
Cependant depuis l'année 2004, on observe une croissance forte soutenue par une augmentation de l'activité spatiale et du secteur de la construction. Les secteurs industriels et de l'extraction minière sont également en croissance dans une moindre mesure. Le taux de chômage baisse régulièrement passant de 27,6 % en 2006 à 20,6 % en 2007. Les taux d'investissement public et surtout privé augmentent, preuve du début de l'autonomie de l'économie guyanaise.
La démographie de la Guyane, avec une population en forte augmentation et jeune représente un enjeu majeur de l'économie guyanaise.

## Histoire
Au niveau agricole, les plantations esclavagistes ne s'implantent en Guyane qu'au XIXe siècle. Elles se développent d'abord dans un contexte politique d'incertitude, menacées par l'abolition de l'esclavage qui se profile. Toutefois, l'afflux de milliers de captifs africains à bord de négriers illégaux dans les années 1820, malgré l'interdiction de ce commerce par le gouvernement français peu auparavant, garantit aux planteurs un intermède de prospérité qui culmine en 1834, suivi d'un déclin rapide. La culture du cacao et des clous de girofle diminue fortement dans les années 1830. Pourtant, même au plus haut de sa croissance agricole, la Guyane ne produit que des quantités négligeables de cultures d'exportation, selon l'historienne Miranda Frances Spieler. La colonie produit 2% du sucre récolté dans l'empire français. La principale culture en Guyane au XIXe siècle est le roucou, qui sert de colorant pour le fromage et le tissu.

## Secteur primaire

### L'agriculture et l'élevage
En 2009, la Surface agricole utile est estimée de 24 570 hectares. En Guyane coexistent deux types d'agriculture :
- une agriculture traditionnelle manuelle présente sur tout le territoire, plus de 80 % des exploitants la pratiqueraient sur un tiers de la Surface agricole utile.
- une agriculture mécanisée à vocation marchande située sur la bande littoral, notamment par les hmongs à Roura (bourg de Cacao) pour les fruits et légumes.

Les difficultés d'accès au foncier constituent toujours un enjeu majeur pour les agriculteurs compte tenu du fait que 90 % du territoire relève du domaine privé de l'État.
En 2009, la production locale de viande assure 24 % des besoins pour la filière porcine (441 tonnes en 2009), et 20 % pour la filière bovine (303 tonnes en 2009). Les élevages se regroupent principalement dans la commune de Macouria. Il n'existe qu'un seul abattoir en Guyane à Rémire-Montjoly. Afin de traiter les volumes de l'ouest guyanais, un projet de construction d'un abattoir et d'un atelier de transformation pour les productions végétales à Mana est en cours de réalisation, leur inauguration est prévue pour le second semestre 2011, le coût est évalué à environ 1 million d'euros pour chaque équipement. La filière volaille de chair est à la recherche de partenariat pour la création d'une unité d'abattage.
La canne à sucre est cultivée pour la fabrication du rhum à Saint-Laurent-du-Maroni, dans la dernière distillerie de Guyane (voir Rhum Saint-Maurice).

#### La riziculture
La culture du riz se fait sur des polders qui se regroupent sur la commune de Mana. L'ensemble des exploitations représente environ 4 000 hectares, le rendement varie entre 4 et 5 tonnes par hectare. Le riz est consommé localement et exporté au Suriname et dans les Caraïbes. Depuis quelques années la production rizicole chute en raison d'attaque phytosanitaire.

### Le bois
La principale ressource naturelle de la Guyane est le bois. En effet la forêt couvre 95 % du territoire, soit plus de 8 millions d'hectares. Elle est composée de plus de 1200 espèces d'arbre, dont de nombreux bois précieux utilisés en menuiserie. Cette végétation est difficile d'accès en raison du manque de pistes forestières et de son caractère luxuriant. La quasi-totalité du massif forestier  relève du domaine privé de l'État, dont la gestion est confiée au Parc amazonien de Guyane et à l'Office national des forêts. La surface totale réservée à la production est de 2,4 millions d'hectares gérée par ce dernier. L'angélique, le gonfolo, le grignon franc, le balata franc, l'amarante, le jaboty et l'ébène verte figurent parmi les essences les plus récoltées.

Selon la Chambre de commerce et d'industrie de la Guyane la filière compte environ 210 entreprises (2009), qui emploient près de 900 personnes. Après une baisse entre 2004 et 2007, les volumes de grumes exploités sont en hausse depuis deux ans, passant de 55 946 m3 en 2007 à  84 300 m3 en 2009. 80 % de la production de sciage est absorbée par le BTP, la seconde transformation (ameublement) absorbe le reste de la production, qui est écoulée sur le marché local et couvre qu'une faible quantité des besoins en produits manufacturés.

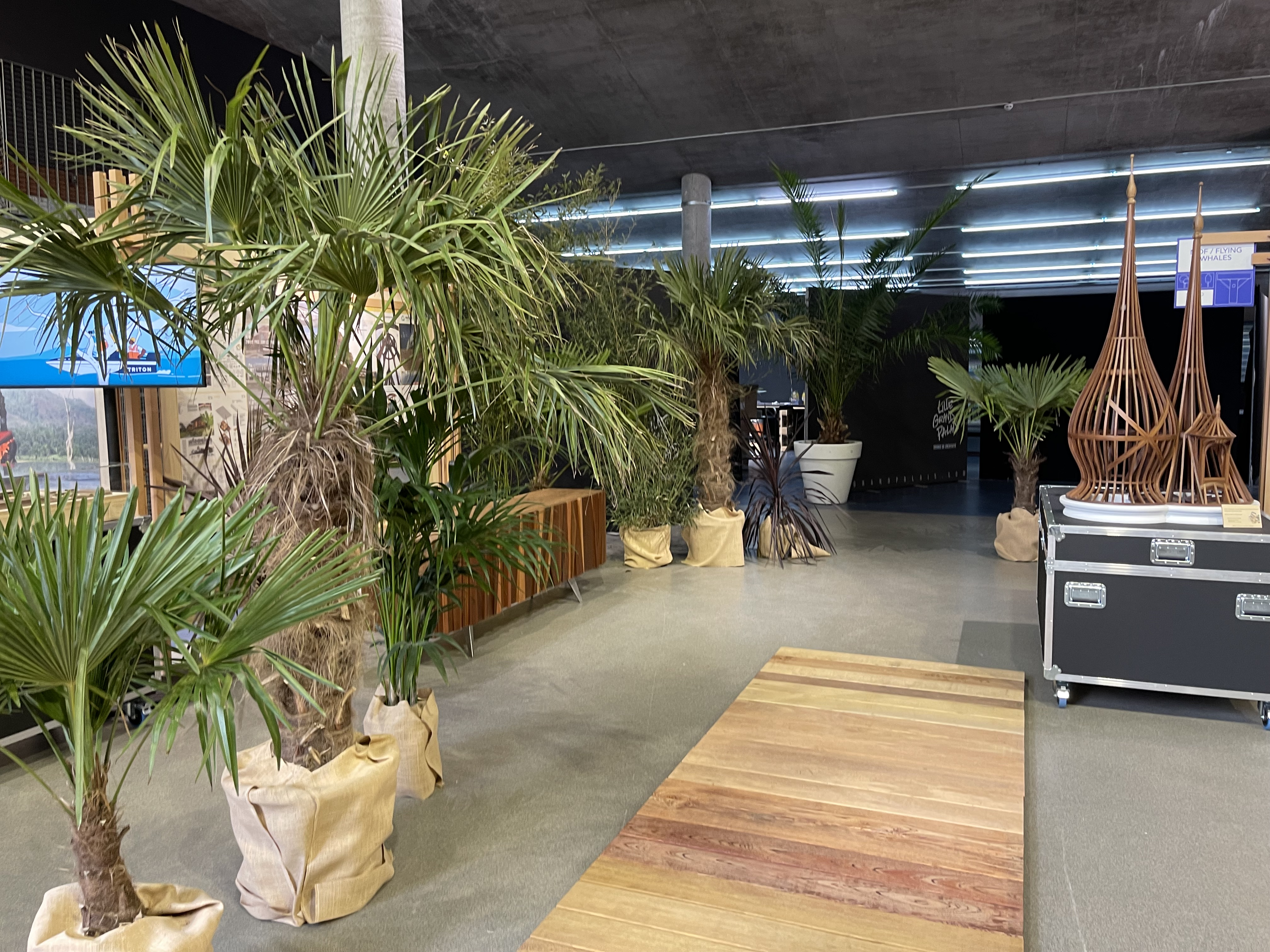
Layon de Guyane au  Forum International Bois Construction 2023
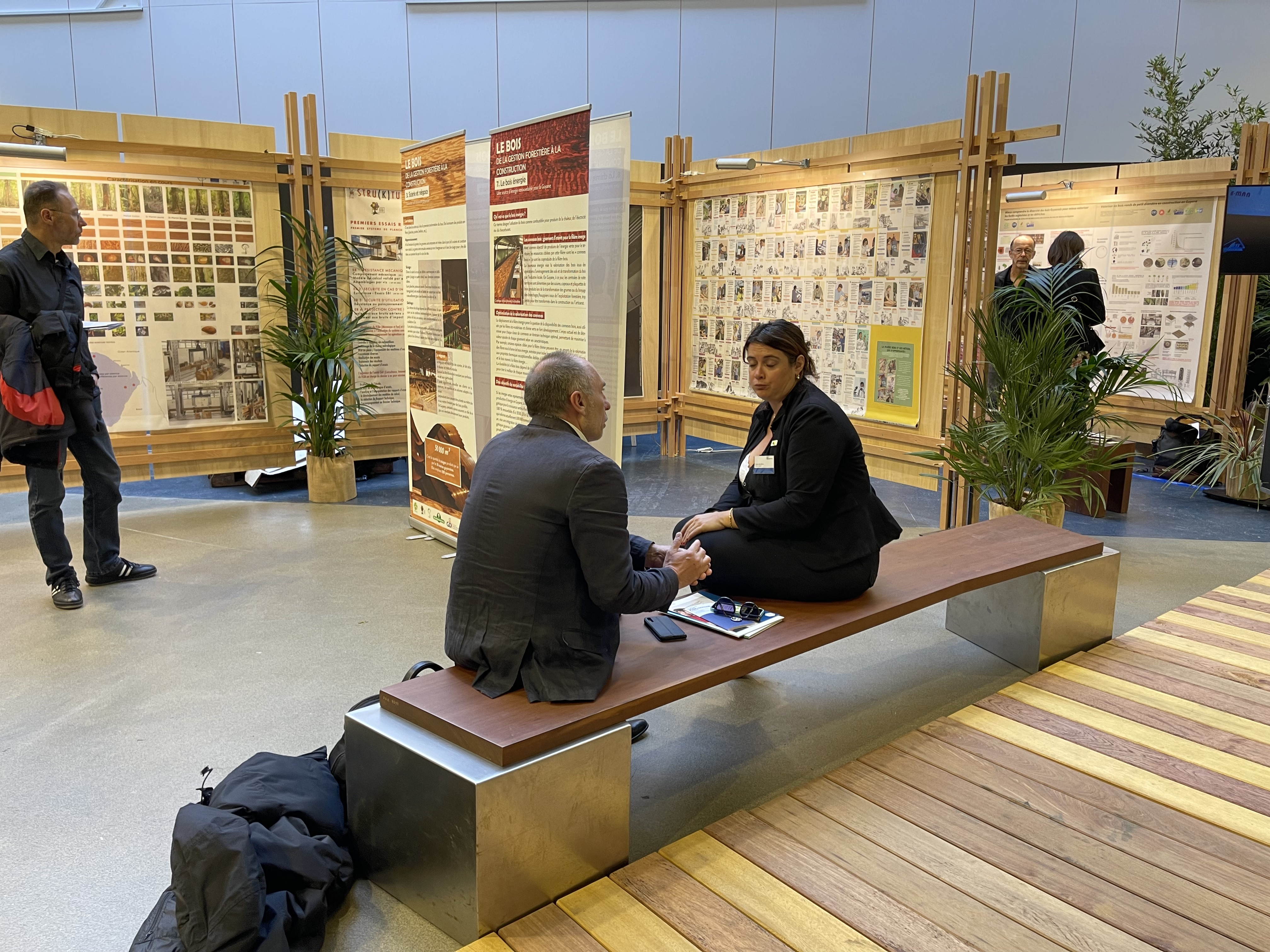
Expo filière forêt et métiers du bois au Forum International Bois Construction 2023
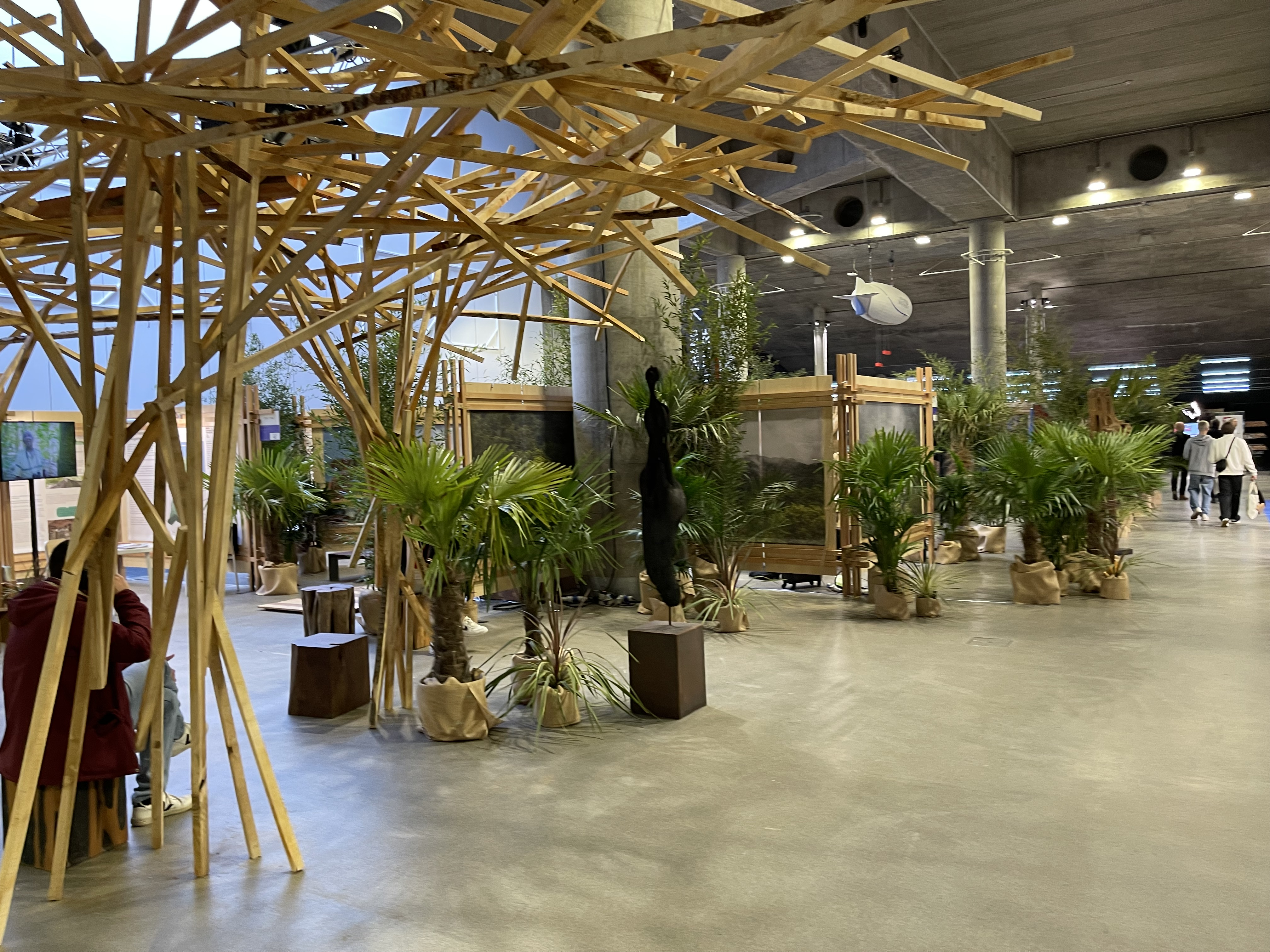
Expo bois construction au Forum International Bois Construction 2023
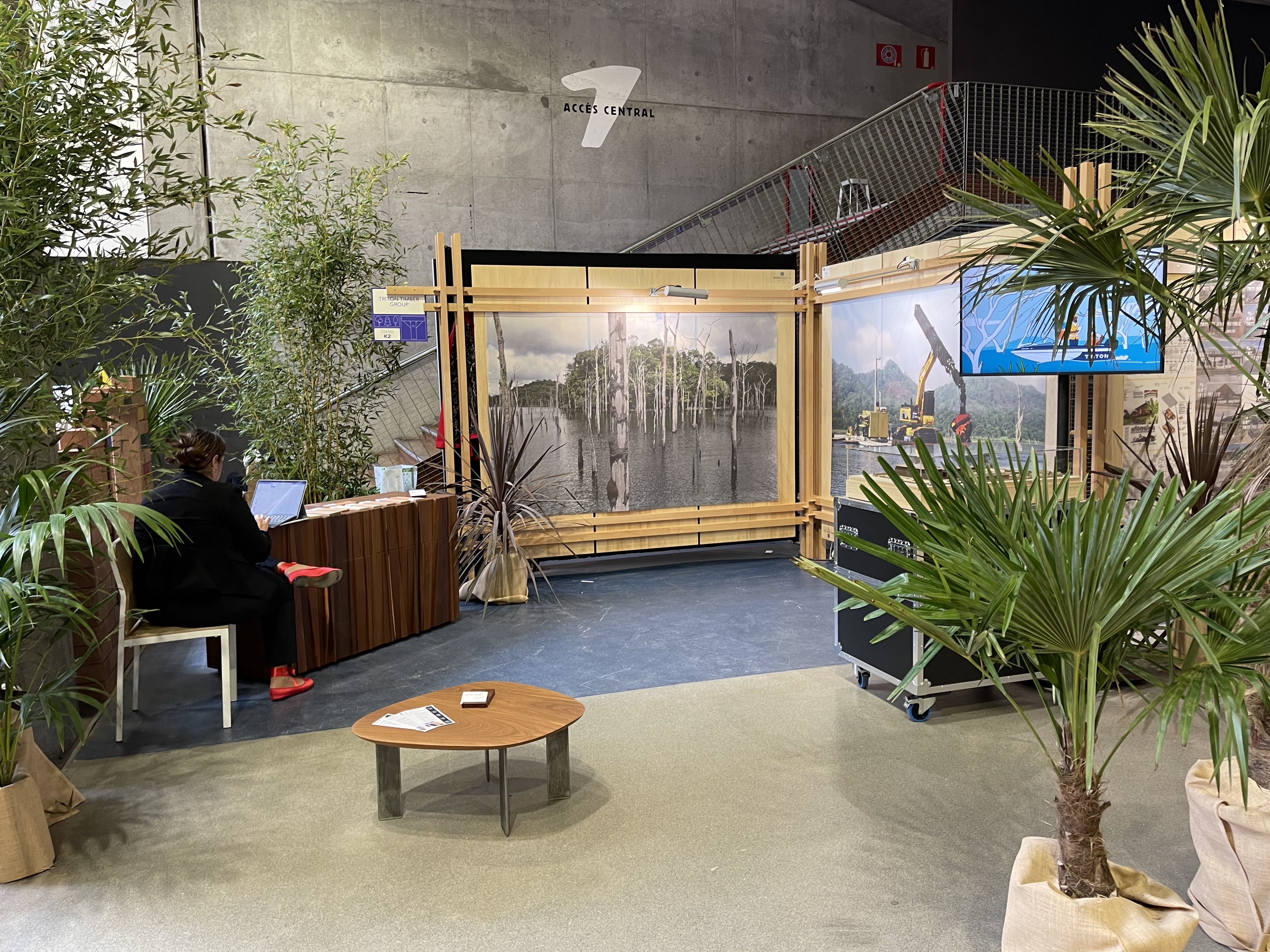
Expo filière forêt immergée au Forum International Bois Construction 2023

### La pêche

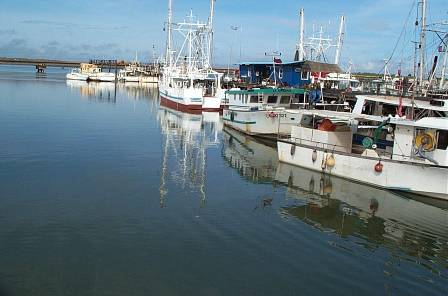
Bateaux de pêche au port du Larivot

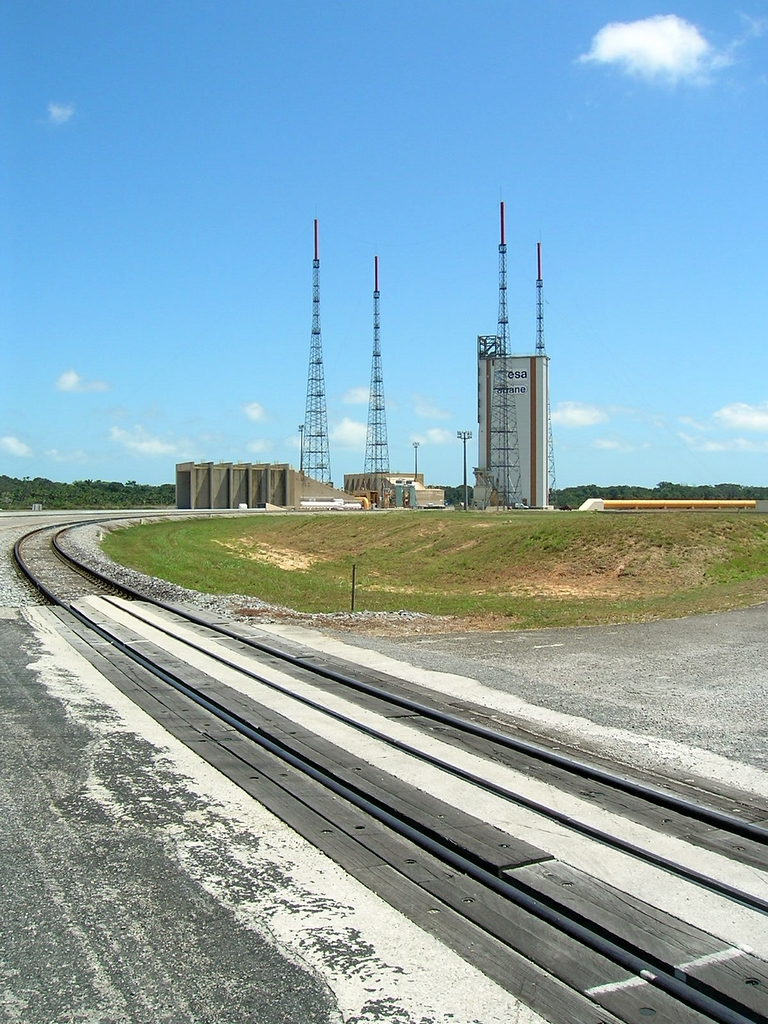
Rampe de lancement d'Ariane 5

En Guyane, c'est une activité industrielle, avec la pêche de crevette et le vivaneau. Les bateaux débarquent leurs prises au port du Larivot, neuvième port de pêche français. La pêche crevettière souffre des cessations d'activité des grandes compagnies du secteur dues à une restructuration de la filière.
Il existe également une pêche artisanale, dont l'activité se fait dans toutes les villes et communes du littoral.
En baisse depuis des années, la pêche guyanaise bénéficie d'un plan de relance au printemps 2023 avec une participation de l'armateur CMA CGM.

## Secteur secondaire
Le tissu industriel est composé de PMI et quelques grandes entreprises, il est dominé par le secteur spatial et la construction.

### L'activité spatiale
Le Centre Spatial Guyanais se trouve sur la commune de Kourou. C'est ici que les Ariane sont assemblées et lancées depuis 1979.
Les perspectives d'implantation du lanceur Soyouz avec un pas de tir dans la commune de Sinnamary, et du nouveau lanceur Vega laissent envisager un fort développement de l'activité spatiale.
Cependant, le poids du secteur spatial dans l'économie locale diminue en raison de la diversification de cette économie locale. Ainsi en 1994 l'ensemble de ce secteur, c'est-à-dire les donneurs d'ordre du Centre spatial guyanais (CNES, ESA et Arianespace) et ses sous-traitants locaux représentaient 26 % du PIB de la Guyane. En 2003 il était de l'ordre de 16 %.

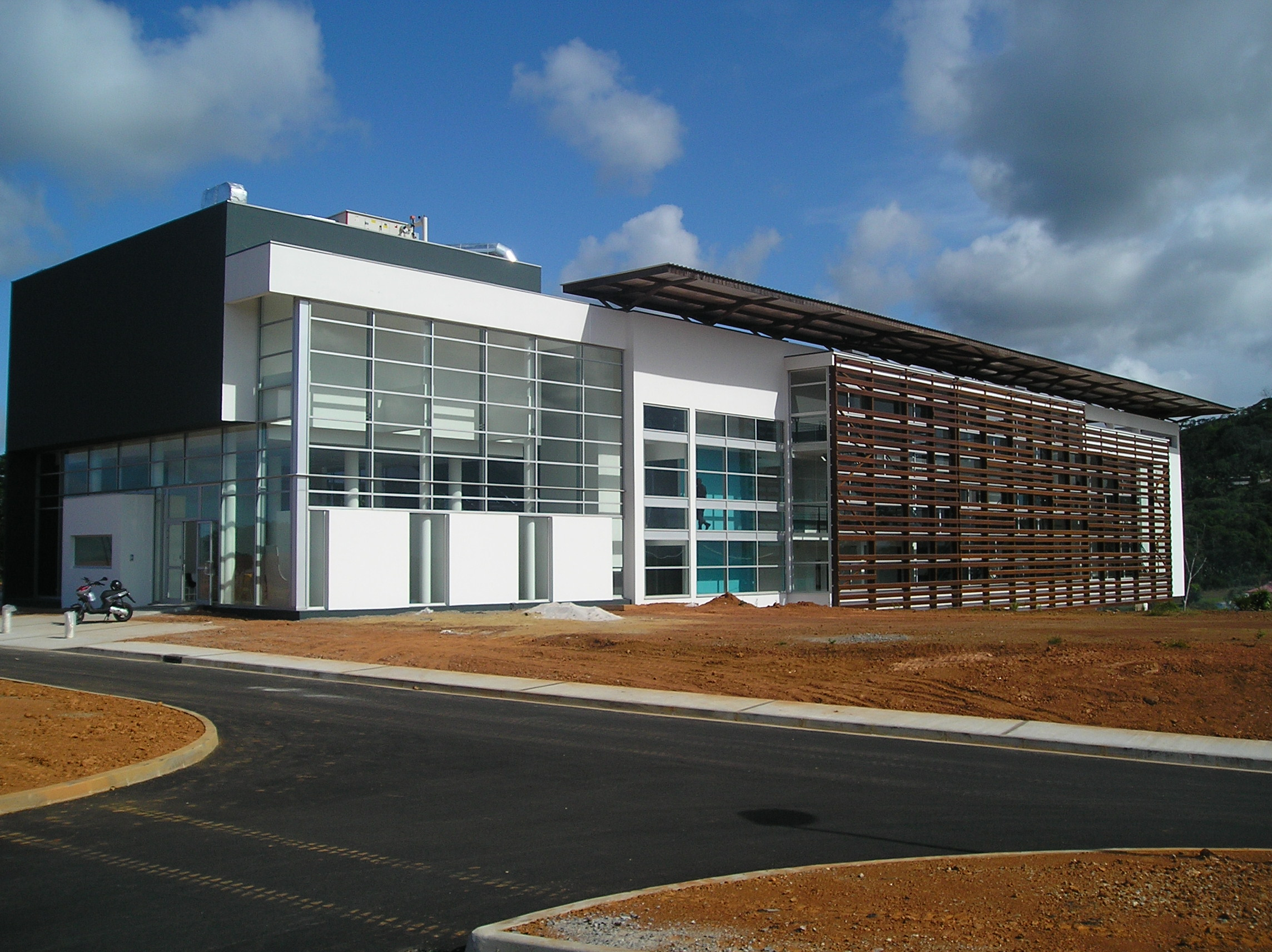
Nouveau siège de la communauté de communes du Centre Littoral quelques jours après sa livraison.

### Le BTP
La construction est le secteur qui profite le plus de la croissance économique du département. Le secteur est poussé par une demande forte en logements neufs due à une croissance démographique élevée (Démographie de la Guyane). Le secteur est aidé par une commande publique soutenue (Réseau routier de Guyane, bâtiments publics, etc.) et un secteur spatial dynamique (nouveau pas de tir Soyouz).

### L'exploitation minière

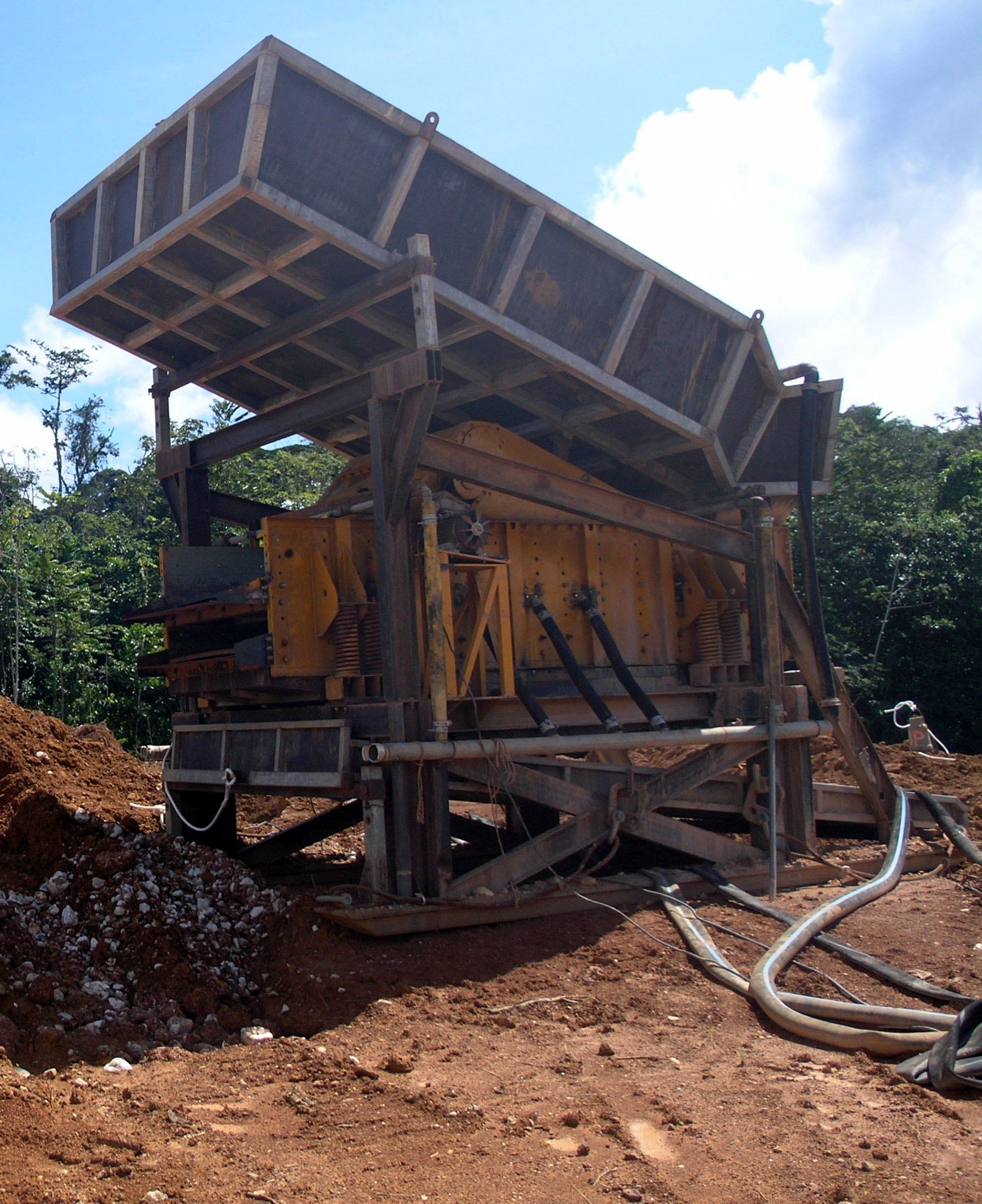
Table de décantation industrielle

L'extraction aurifère est la seconde activité exportatrice en Guyane, avec plus de 50 millions d'euros exporté en 2006. La recherche de l'or a attiré des orpailleurs surtout sur les fleuves et les « placers ». Cette activité est un vecteur d'insécurité et d'immigration clandestine en provenance du Brésil, malgré les actions engagées par l'État pour endiguer le phénomène (Opération Anaconda en Guyane). Depuis mars 2008, les opérations « harpie » ont été lancées, avec, entre autres, neuf points de passage sur les routes et les fleuves, qui sont sous surveillance permanente de la gendarmerie.
L'or est exploité de manière légale par des entreprises locales sur une dizaine de sites, principalement des placers.Une tentative de mise en production du gisement d'or de Camp Caïman a été arrêtée par le gouvernement français en 2008. Le projet Montagne d'Or est le plus important projet industriel en développement en 2017 et vise l'exploitation d'or primaire..
L'économie de la Guyane devrait au cours des prochaines années être notablement modifiée grâce à la découverte récente de gisements pétroliers à 150 km au large des côtes.

### L'agro-alimentaire
Le secteur est essentiellement constitué de PME produisant du rhum (Rhumerie Saint Maurice), des yaourts et des jus (SOLAM, société laitière de Macouria), des condiments et boissons alcoolisées (Délices de Guyane), de la bière (Brasserie Guyanaise), de la production de sodas (CHUNG FA) et de la mise en bouteille d'eau de source (DILO), entreprise créée à l'initiative de Bernard Lama, ancien footballeur international.
De nombreux petits producteurs réalisent entre autres : des jus, des rhums arrangés, du chocolat, des confitures, des chips, de la torréfaction de café, des condiments. Ces productions restent essentiellement sur les marchés locaux et n'entrent que très rarement dans les circuits de distribution de Guyane.
L'export est essentiellement représenté par les rhums St Maurice et par les condiments de Délices de Guyane.

## Secteur tertiaire

### Administration et services publics
Les administrations sont les plus grands pourvoyeurs d'emploi en Guyane. On peut noter également le Centre hospitalier Andrée Rosemon qui emploie 1 467 personnes.

### Commerce
En Guyane, ce secteur est dominé par la restauration et les commerces de distribution alimentaire tenus par des commerçants chinois. On remarque que la majorité de ces commerces sont des petites supérettes et épiceries (moins de 300 m2), appelées localement chinois. Cependant, depuis quelques années, l'offre en termes d'équipement commercial en Guyane tend un peu à se diversifier. Cela s'est traduit par l'ouverture en 2005 d'un hypermarché à Cayenne (sous l'enseigne Cora, devenu Géant Casino en 2010), la construction du centre commercial Montjoly en 2008, et du Super U de Cayenne.
Il faut souligner qu'à partir de 2011, le paysage commercial guyanais connaît un profond changement avec l'ouverture de l'hypermarché Carrefour et de son centre commercial dans la zone Collery. En 2013, ouvre le pôle commercial "Family Plaza" incluant un multiplex Ciné Village (six salles dont deux écrans 3D), des magasins franchisés et une salle de sport de plus de 1 000 m2.
Dans les horizons de 2014-2015, c'est dans la ville spatiale de Kourou que seront implantés autour du lac Bois Chaudat un deuxième hypermarché Carrefour, un centre commercial d'une quinzaine de boutiques, un centre médical et un hôtel Ibis.
| Petites supérettes (moins de 300 m2) | Grandes supérettes (entre 300 et 400 m2) | Supermarchés | Hypermarchés | Centres commerciaux | Grossistes ouverts au public |
| ------------------------------------ | ---------------------------------------- | ------------ | ------------ | ------------------- | ---------------------------- |
| 300 (estimation)                     | 12                                       | 9            | 2            | 2                   | 4                            |

La majorité des produits de consommation courante est importée et soumise à l'octroi de mer. Bien qu'il n'y ait pas de TVA en Guyane, les intrants sont beaucoup plus chers qu'en France hexagonale, principalement à cause du surcoût lié à l'acheminement des marchandises[réf. nécessaire].

### Tourisme
Il existe une activité d'écotourisme, très éloignée du tourisme de masse que l'on retrouve en Martinique et en Guadeloupe. L'activité est en pleine structuration avec la création du Parc amazonien de Guyane début 2007 et la programmation de grands projets. La Guyane dispose d'un réel potentiel touristique avec les Îles du Salut, la Réserve naturelle des marais de Kaw, mais elle souffre d'une mauvaise image du département dans les médias et dans les esprits (Enfer vert).